# Eastern Shore Memorial Hospital
La Eastern Shore Memorial Hospital (ESMH) est un hôpital située à Sheet Harbour en Nouvelle-Écosse au Canada. Elle est gérée par la Régie de la santé de la Nouvelle-Écosse. La construction de l'hôpital a commencé en 1947 et elle a ouvert ses portes le 24 mai 1949. En 1983, une nouvelle aile a été ajoutée à l'hôpital.

## Annexe